# Lomographa lomographata
Lomographa lomographata là một loài bướm đêm trong họ Geometridae.